# Puzur-Așur I
Puzur-Așur I a fost un suveran asirian al Regatului Vechi. Reconstruiește fortificațiile reședinței Assur, ceea ce indică redobândirea independeței Asiriei după prăbușirea Imperiului Sumerian condus de cea de-a treia dinastie din Ur. Puzur-Așur poartă titlul de ișșiakum al cetății (titlul de rege - șarrum - fiind rezervat divinității naționale Assur). Suveranii asirieni până la Șamși-Adad I (1813-1780) au adăugat titulaturii lor precizarea "din dinastia fondată de Puzur-Așur". Îi succede la tron Șallim-ahhe.